# ایندیکاکسانتین
ایندیکاکسانتین (به انگلیسی: Indicaxanthin) با فرمول شیمیایی C۱۴H۱۶N۲O۶ یک ترکیب شیمیایی با شناسه پاب‌کم ۶۰۹۶۸۷۰ است. که جرم مولی آن ۳۰۸٫۲۹ g/mol می‌باشد. 